# Строителство
Строѝтелството е част от вторичния сектор на стопанството. Представлява производствена дейност, при която от първични и полуобработени материали или готови изделия, с помощта на работна сила и машини, се изграждат строителни обекти: сгради и други строителни съоръжения.
Чрез строителството се създават и обновяват основни фондове на други отрасли на стопанството, като се строят заводи, електроцентрали, производствени и жилищни сгради, напоителни съоръжения и др.

## Видове
1. Архитектурно строителство – строи обекти над и по земята за жилищни, обществени, трудови нужди, както и за нуждите на обитаване и отдих и др.
  1. Сградостроителството е част от архитектурното строителство.
2. Транспортно строителство – железопътни линии, пътища, мостове, тунели, траспортни съоръжения, водостоци, жп гари, пристанища, летища, въжени линии, тръбопроводи и др.
3. Хидростроителство – хидротехническото строителство е наука за проектирането, строителството и експлоатацията на всички видове конструкции и съоръжения свързани с пътя на водата от извора до крайния потребител във всичките и форми – вода, енергия.

## Класификация
- Жилищно строителство – строи жилищни сгради. Тук влизат всички видове сгради без значение на тяхната височина или площ.
- Промишлено строителство – строи сгради за експлоатация от промишления отрасъл.
- Хидротехническо строителство – Това е строителството на най-различни хидротехнически съоръжения: язовири, ВЕЦ, корекции на речни корита, пречиствателни съоръжения, ВиК системи, пристанища, морско строителство и др.
- Строителство в селското стопанство – строи сгради свързани с функциониране на отрасъла селско стопанство.
- Мелиоративно строителство – строи напоителни системи свързани със селското стопанство.
- Транспортно строителство – проектира, строи и поддържа транспортната инфраструктура.
- Екологично строителство – строи в хармония с природата.
- Устойчиво строителство – строи оптимизирайки ресурсите.
- Био-климатично строителство – строи спрямо географските условия.
- Земно строителство – строи със земя.